# Tự truyện
Tự truyện là những tác phẩm văn học thuộc thể loại tự sự, thường được viết bằng văn xuôi trong đó tác giả tự kể lại và miêu tả cuộc đời mình trong tác phẩm.

## Lịch sử
Tự truyện nảy sinh trong môi trường văn hóa Tây Âu cận đại, nền văn hóa với tinh thần tự phân tích và cảm quan cá nhân chủ nghĩa. Những tự truyện đầu tiên in dấu nếp sống của tín đồ Thiên Chúa giáo, rõ nhất là việc xưng tội. Chính ở văn hóa này đã nảy sinh tác phẩm mẫu mực thời đầu của thể loại tự truyện như Tự thú của Thánh Augustinus, cho đến những tác phẩm đã đạt đỉnh cao về sự hoàn thiện thể loại như Tự thú của Jean Jacques Rousseau.
Tự truyện tương đối gần với tiểu thuyết, nhất là những tiểu thuyết Tây Âu thế kỷ 18 và đầu thế kỷ 19 có những nhân vật kể chuyện ở ngôi thứ nhất số ít (xưng "tôi"), có tham vọng ghi lại lịch sử tâm hồn con người từ "cái nhìn bên trong" như Adolphe (1816) của Benjamin Constant, Tự thú của một đứa con của thời đại (1836) của Alfred de Musset v.v. Các tiểu thuyết của trường phái tự nhiên chủ nghĩa Nhật Bản thế kỷ 19, như Ie (Gia đình, 1910-1911) của Shimazaki Tōson và Iri no hotori (Bên con lạch, 1915) của Masamune Hakuchō, Futon (Tấm đệm, 1907) của Tayama Katai, Hatten (Phát triển, 1911-1912) của Iwano Hōmei, Fuji (1925-1927) của Tokutomi Roka (tên thật là Tokutomi Kenjirō). Jioden (tự truyện, 1943-46, xuất bản năm 1947) của Kawakami Hajime, đều có thể coi là các tác phẩm tiểu thuyết tự thuật. Các tác phẩm tự thuật trở thành lời "tác giả thuật lại đời mình một cách tự nhiên và trung thực, mỗi bối cảnh của một giai đoạn trong cuộc đời là một chủ đề xếp thành tiểu thuyết, và tùy theo mỗi sự việc ấy mà tác giả bình luận hay lý luận để tỏ rõ tư tưởng, lập trường hay chí hướng của mình", hay nói cách khác, cả về nội dung và hình thức nghệ thuật, những tác phẩm đó thể hiện rõ rệt chức năng của các tự truyện.
Ở Việt Nam, hình thức tự truyện đã có một số xuất bản phẩm tạo nên sự kiện được dư luận chú ý gần đây, điển hình là Lê Vân, yêu và sống của Lê Vân.

## Đặc điểm
Tuy cùng nói về cá nhân, cần phân biệt tự truyện với các dạng thức thông thường khác của tiểu sử nhà văn như các sơ yếu lý lịch, các bản tự thuật ngắn gọn nhằm đáp ứng các cuộc phỏng vấn của báo chí, các bản tự thuật mà nhà văn cho in kèm theo khi công bố tác phẩm của mình. Trong thực tế tự truyện bao gồm cả yếu tố truyện (hình thức, một thể loại tự sự) và yếu tố tự thân (nội dung, bản thân) của người của người viết truyện. Tác phẩm tự truyện thường có thiên hướng lý giải cuộc sống đã qua của tác giả như một chỉnh thể, tạo nên những đường nét mạch lạc cho cuộc sống kinh nghiệm của mình. Người viết tự truyện có khi vận dụng hư cấu, thêm thắt hoặc sắp xếp lại các chi tiết của cuộc đời mình.
Do luôn là hành vi khắc phục cái thời gian đã qua, thể hiện mưu toan quay lại với thời tuổi trẻ, tuổi thơ, làm sống lại những quãng đời nhiều kỷ niệm nhất, hình thức tự truyện thường được viết khi tác giả đã trưởng thành, đã trải qua phần lớn các chặng đường trong cuộc đời mình và nhìn lại những gì đã qua như một sự chiêm nghiệm.
Là một thể loại mang tính giáp ranh (với hồi ký, nhật ký, tiểu sử), tự truyện vẫn có sự khác biệt nhất định. Nhật ký vốn thiên về tóm tắt sự kiện đang diễn ra, không hư cấu, và có thể không bao gồm sự bình luận về sự kiện, trong khi tự truyện có thể bao gồm sự tái cấu trúc, sắp xếp sự kiện rời rạc không liền lạc trong trí nhớ của tác giả, có thể gắn với hư cấu. Nhật ký cũng không có sự cách biệt giữa thời gian viết và thời gian được nói tới mà là những sự kiện đang diễn ra theo tiến trình thời gian sống của người cầm bút, trong khi đó tự truyện, do hạn chế của khoảng cách thời gian sự kiện được viết và thời điểm viết, đã ngăn trở ít nhiều việc nhìn nhận lại cuộc đời của bản thân mình như một chỉnh thể duy nhất và liền mạch.
Tự truyện cũng khác biệt với hồi ký tuy ít nhiều rất khó có thể tìm một ranh giới tuyệt đối cho thể loại: nếu tác giả tự truyện thường tập trung vào quá trình hình thành và lịch sử thế giới nội tâm của mình trong sự tương tác với thế giới bên ngoài, thì hồi ký thường lưu ý trước hết đến thế giới bên ngoài ấy, với những con người, cảnh quan đã được tác giả tiếp xúc, nếm trải. Sự khó khăn trong việc phân định loại thể của tự truyện so với hồi ký sẽ chỉ được các nhà nghiên cứu, phê bình văn học giải quyết với từng trường hợp cụ thể, tác phẩm nhấn mạnh ở khía cạnh tự truyện hơn hay hồi ký hơn, mà thôi.